# Elecciones municipales de 1987 en Santa Fe
Las elecciones municipales de 1987 se celebraron en Santa Fe el domingo, 10 de junio, de acuerdo con el Real Decreto de convocatoria de elecciones locales en España dispuesto el 13 de abril de 1987 y publicado en el Boletín Oficial del Estado el día 14 de abril. Se eligieron los 17 concejales del pleno del Ayuntamiento de Santa Fe mediante un sistema proporcional con listas cerradas y un umbral electoral del 5%.

## Resultados
El Partido Socialista Obrero Español se alzó con la mayoría absoluta al obtener 9 de los 17 concejales, a pesar de tener una pronunciada bajada tanto en votos como en concejales. La Candidatura Independiente de Santa Fe logró 3 concejales. Por su parte, la Federación de Partidos de Alianza Popular consiguió 3 concejales, repitiendo marca. el Centro Democrático y Social subió en número de votos superando el 12% con lo que logró 2 concejales. El Partido de los Trabajadores de España-Unidad Comunista no alcanzó la barrera del 5%.
| Candidatura                                            | Candidatura                                            | Votos | %                              | Concejales                     |
| ------------------------------------------------------ | ------------------------------------------------------ | ----- | ------------------------------ | ------------------------------ |
|                                                        | Partido Socialista Obrero Español                      | 2854  | 48.34                          | 9                              |
|                                                        | Candidatura Independiente de Santa Fe                  | 1032  | 17.48                          | 3                              |
|                                                        | Federación de Partidos de Alianza Popular              | 995   | 16.85                          | 3                              |
|                                                        | Centro Democrático y Social                            | 713   | 12.08                          | 2                              |
| Partido de los Trabajadores de España-Unidad Comunista | Partido de los Trabajadores de España-Unidad Comunista | 279   | 4.73                           | 0                              |
| Votos en blanco                                        | Votos en blanco                                        | 31    | 0.53                           | -                              |
| Votos válidos                                          | Votos válidos                                          | 5904  | 100                            | 17                             |
| Votos nulos                                            | Votos nulos                                            | 112   | Participación \| \| 72.14 % \| | Participación \| \| 72.14 % \| |
| Votantes                                               | Votantes                                               | 6016  | Participación \| \| 72.14 % \| | Participación \| \| 72.14 % \| |
| Electores                                              | Electores                                              | 8339  | Participación \| \| 72.14 % \| | Participación \| \| 72.14 % \| |
|                                                        | 72.14 %                                                |       |                                |                                |

## Investidura del alcalde
La ley electoral municipal española establece una cláusula que declara que, si ningún candidato a alcalde conseguía reunir una mayoría absoluta de votos de los concejales del pleno en la sesión constitutiva de la nueva corporación para ser elegido para el cargo, el candidato de la mayoría del partido más votado sería automáticamente elegido para este.
Por tanto, y gracias a la mayoría absoluta del PSOE en el consistorio, Antonio Callejas Arenas revalidó su cargo como alcalde de Santa Fe.